# Melanopolia convexa
Melanopolia convexa là một loài bọ cánh cứng trong họ Cerambycidae.